# Rišňovce
Rišňovce (deutsch Ritschen, ungarisch Récsény) ist eine Gemeinde im Westen der Slowakei, mit 2132 Einwohnern (Stand 31. Dezember 2024). Administrativ gehört sie zum Okres Nitra, der wiederum zum Bezirk Nitriansky kraj gehört.

## Geographie

Platz vor dem Gemeindeamt

Die Gemeinde liegt im Donauhügelland, einem Teil des slowakischen Donautieflands am rechten Ufer des Baches Andač. Sie liegt an der Landesstraße 513 zwischen Hlohovec, 11 Kilometer nach Nordwesten und Nitra, 18 Kilometer nach Osten.

## Geschichte

Kirche Hl. Dreifaltigkeit

Die heutige Gemeinde Rišňovce entstand 1925 durch Zusammenschluss zweier Orte: Dolné Rišňovce (deutsch Unter-Ritschen, ungarisch Alsórécsény) und Horné Rišňovce (deutsch Ober-Ritschen, ungarisch Felsőrécsény).
Dolné Rišňovce wurde zum ersten Mal 1272 als Rechen, Horné Rišňovce 1388 als Kisreschen schriftlich erwähnt. Im 16. Jahrhundert waren die Familien Országh, Lossonczy und Torday im Besitz des unteren Dorfes, während im oberen Dorf waren es die Familien Torday, Motešický und Sándor. Beide Orte wurden 1599, bzw. 1600 von den angreifenden Türken in Mitleidenschaft gezogen.
Beide Orte im Komitat Neutra gehörten bis 1918 zum Königreich Ungarn und kamen danach zur neu entstandenen Tschechoslowakei.

## Bevölkerung
| Jahr                | 1994 | 2004    | 2014    | 2024    |
| ------------------- | ---- | ------- | ------- | ------- |
| Anzahl der Personen | 1909 | 1988    | 2054    | 2132    |
| Unterschied         |      | +4,13 % | +3,31 % | +3,79 % |

| Jahr                | 2023 | 2024    |
| ------------------- | ---- | ------- |
| Anzahl der Personen | 2121 | 2132    |
| Unterschied         |      | +0,51 % |

Nach der Volkszählung 2011 wohnten in Rišňovce 2076 Einwohner, davon 2044 Slowaken, sechs Tschechen, drei Magyaren, zwei Mährer und jeweils ein Jude und Roma; drei Einwohner waren anderer Ethnie. 16 Einwohner machten keine Angabe. 1826 Einwohner bekannten sich zur römisch-katholischen Kirche, 32 Einwohner zur evangelischen Kirche A. B. und jeweils zwei Einwohner zur griechisch-katholischen Kirche und zur evangelistischen Kirche. 158 Einwohner waren konfessionslos und bei 46 Einwohnern ist die Konfession nicht ermittelt.
Ergebnisse nach der Volkszählung 2001 (1912 Einwohner):
| Nach Ethnie: - 99,37 % Slowaken - 0,16 % Tschechen - 0,10 % Magyaren - 0,05 % Mährer | Nach Konfession: - 92,89 % römisch-katholisch - 3,40 % konfessionslos - 1,57 % keine Angabe - 1,46 % evangelisch - 0,21 % orthodox - 0,16 % griechisch-katholisch |

## Bauwerke
- römisch-katholische Dreifaltigkeitskirche im spätbarocken Stil aus dem Jahr 1775